# Orientalischer Rauling
Der Orientalische Rauling (Trachystemon orientalis), auch Orient-Rauling, Östlicher Rauling oder einfach Rauling genannt, ist eine Pflanzenart aus der Gattung Rauling in der Familie der Raublattgewächse (Boraginaceae). Der Rauling ist im östlichen Bulgarien, in der Türkei und im westlichen Kaukasus beheimatet und dient dort als Blattgemüse. In Mitteleuropa wird er gelegentlich als Zierpflanze kultiviert.

## Beschreibung

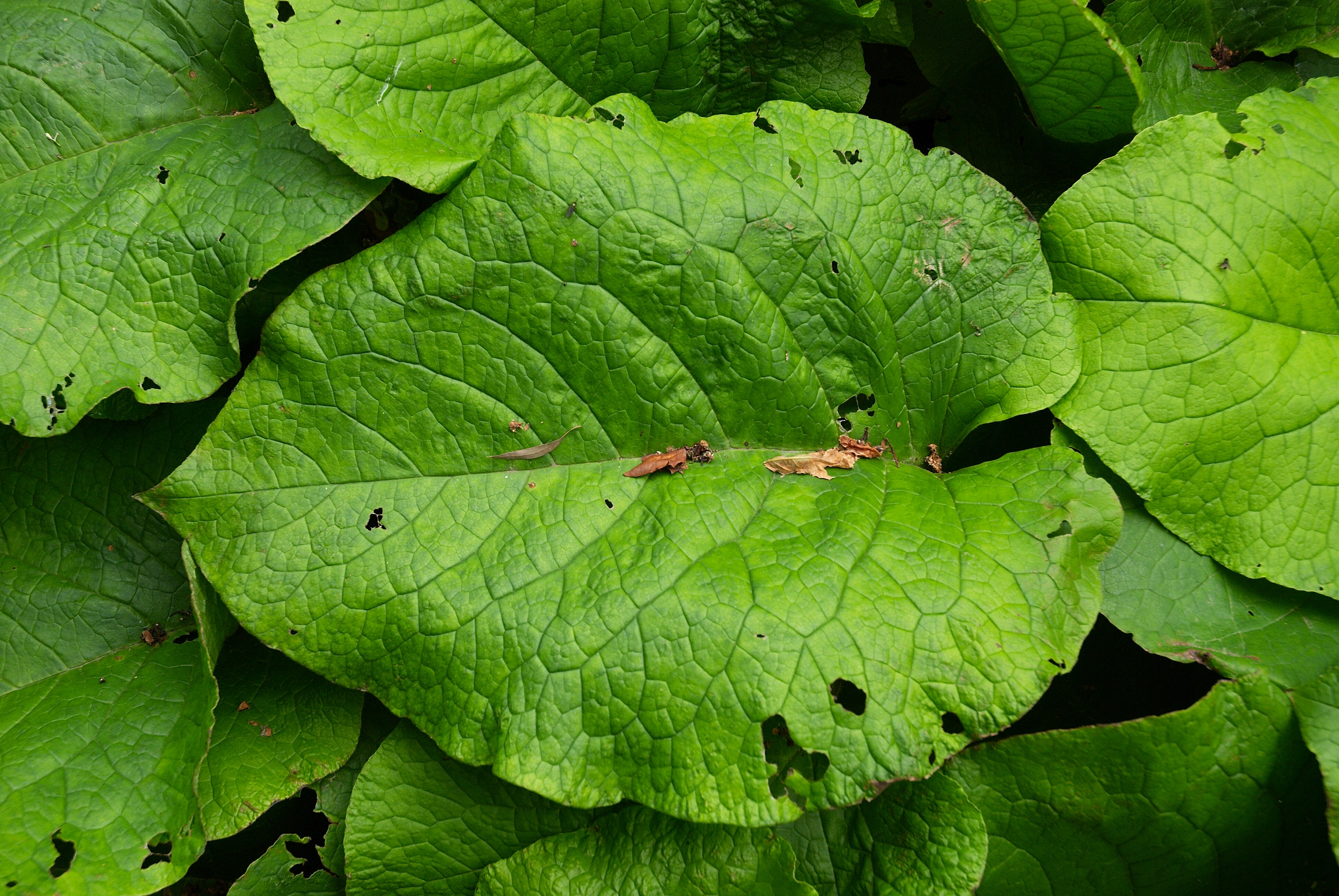
Eiförmig herzförmige Laubblätter

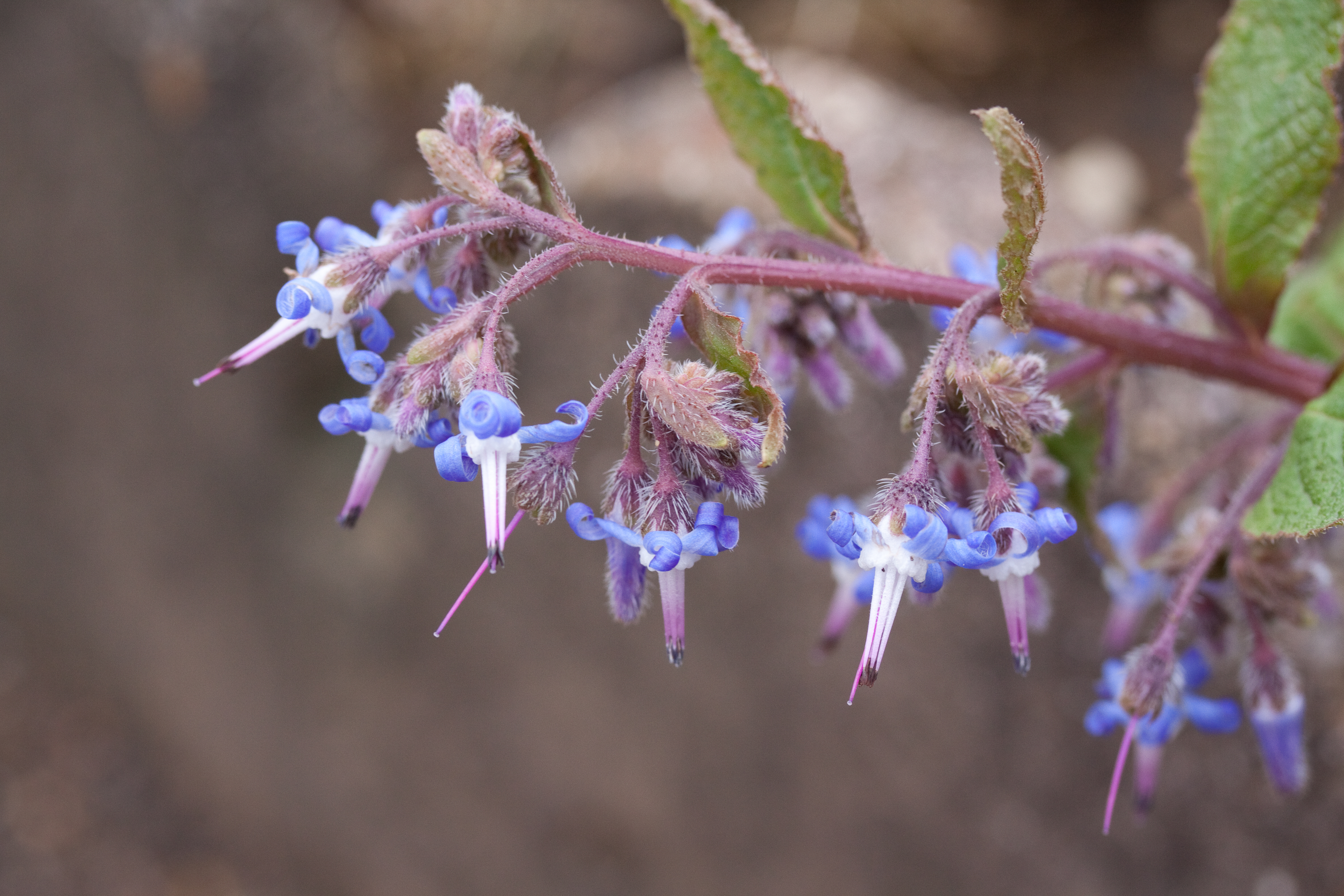
Blütenstand des Raulings

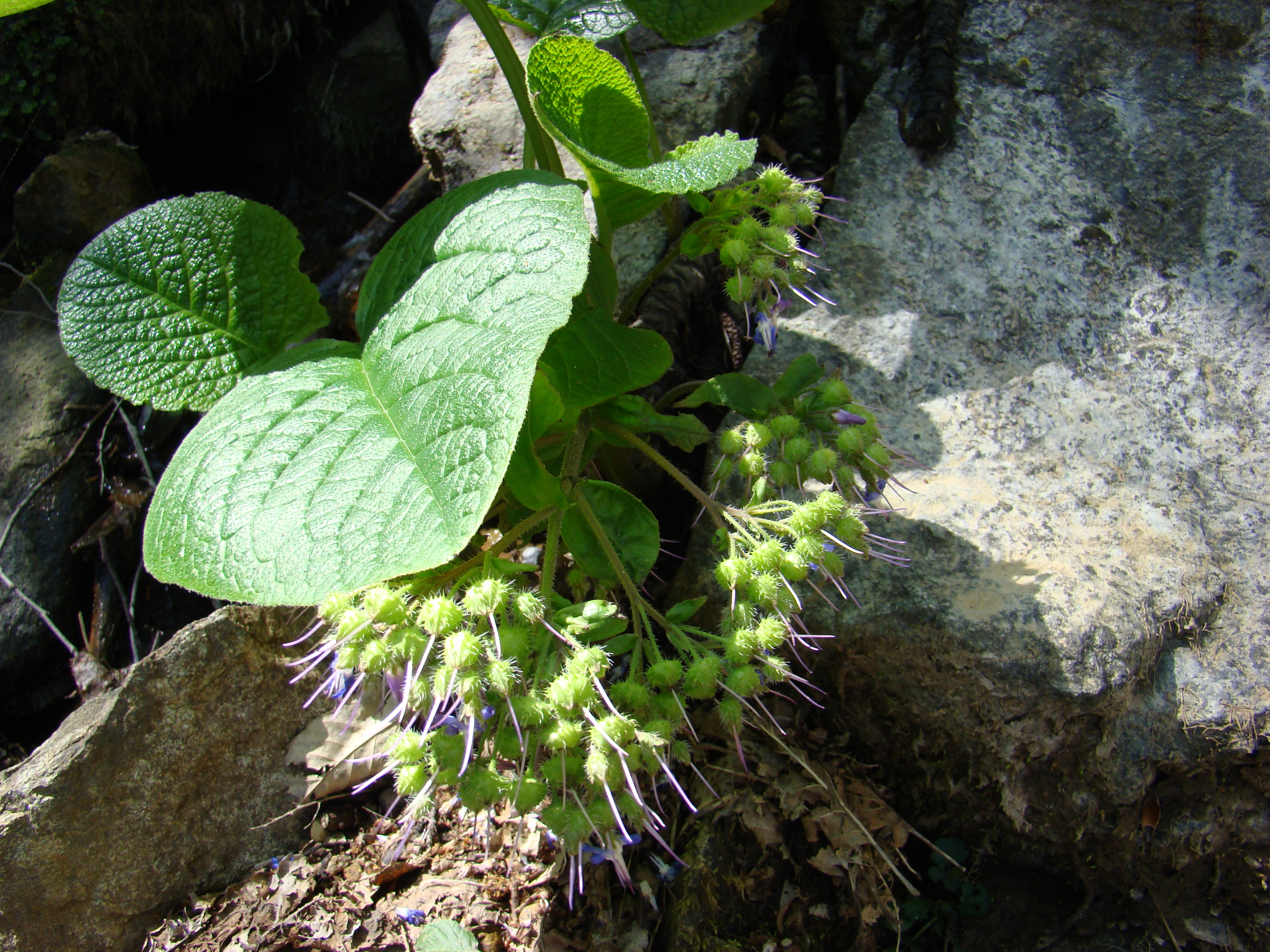
Fruchtstände mit unreifen Klausenfrüchten

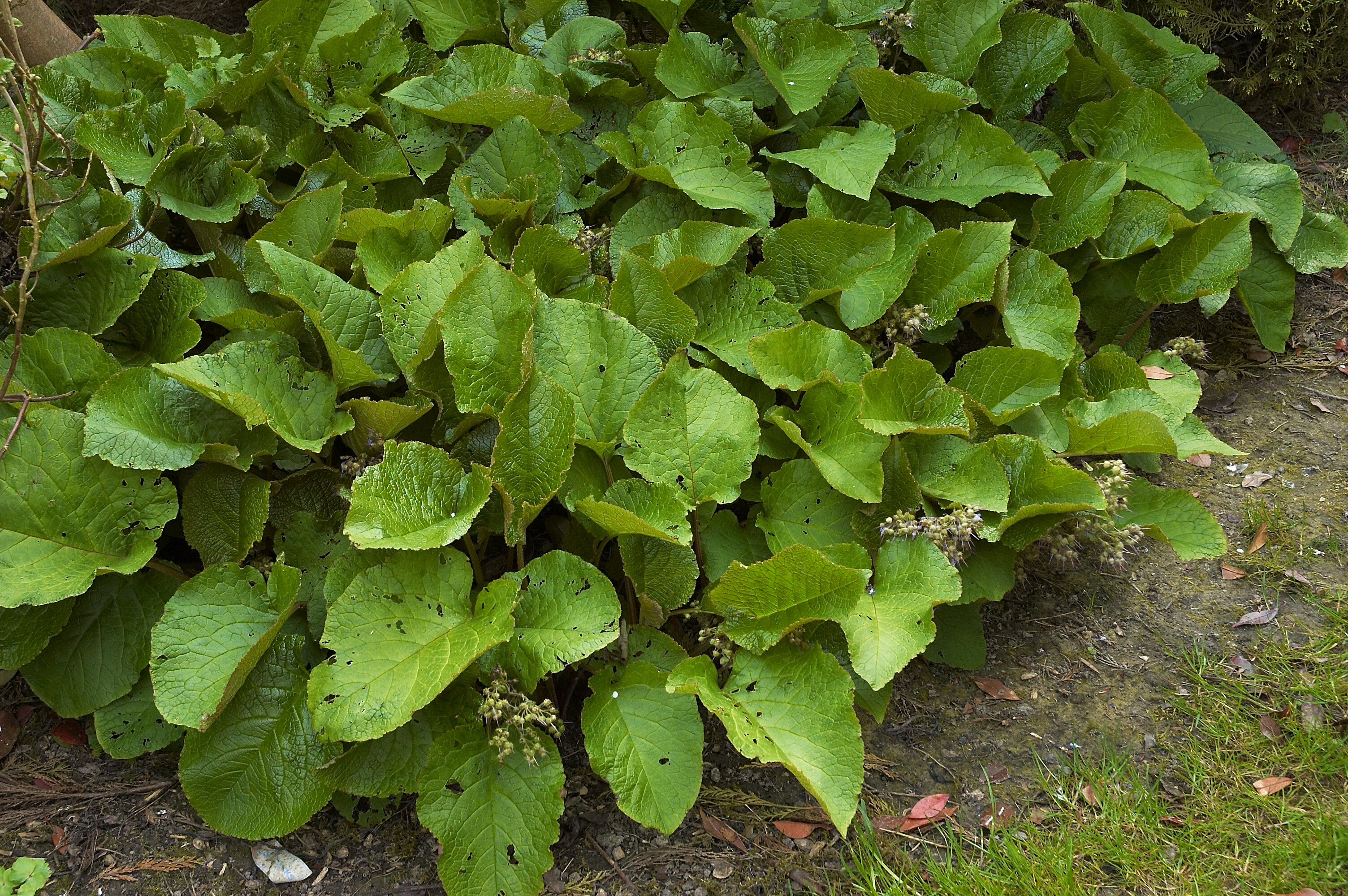
Verwendung als Bodendecker

### Vegetative Merkmale
Der Orientalische Rauling ist eine ausdauernde krautige Pflanze, die Wuchshöhen von 20 bis 60 Zentimeter erreicht. Sie bildet kriechende, knapp unter der Erdoberfläche vordringende, bis 5 Zentimeter dicke Rhizome. Die zusammengerollten austreibenden Laubblätter erinnern an den Austrieb von Funkien. Die pro Stängel ein bis zwei einfachen, 10 bis 25 Zentimeter lang gestielten, herz-eiförmigen, zugespitzten Grundblätter sind 15 bis 40 cm lang und breit. Die ovalen bis lanzettlichen Stängelblätter sind kleiner und stängelumfassend. Die Stängel und Blattoberseiten sind rau kurz behaart. Auf den Blattunterseiten treten deutlich behaarte Blattadern hervor.

### Generative Merkmale
Der verzweigte, scheindoldige, behaarte Blütenstand entwickelt sich vor und mit den Grundblättern. Er verlängert sich während der Blütezeit bis maximal 40 Zentimeter und trägt fünf bis fünfzehn sternförmige, zwittrige Blüten mit doppelter Blütenhülle. Die bis 10 Millimeter langen und bis 5 Millimeter breiten, sitzenden Tragblätter sind eiförmig-lanzettlich bis verkehrtlanzettlich. Die 2 bis 4 Millimeter langen, eiförmigen, stumpfen Kelchzipfel sind drüsig behaart. Die fünf 4 bis 6 Millimeter langen, zunächst rotvioletten, dann blauen Kronblätter sind zurückgeschlagen und oft spiralig verdreht. Sie bilden in der Blütenmitte fünf Schlundschuppen in zwei Reihen. Aus der kurzen, 5 bis 8 Millimeter langen, weißen Kronröhre ragen die am Grunde behaarten, dünnen, weißlila Staubblätter weit heraus und stehen so eng aneinander, dass sie einen Streukegel bilden. Der Fruchtknoten ist oberständig und befindet sich ebenso wie der Griffel zunächst im Inneren des Streukegels.
Die Blüten werden von Insekten bestäubt. Die Blütezeit reicht von März bis April. Zur Fruchtzeit zerfällt die Klausenfrucht in 1 bis 2 Millimeter lange, schräg eiförmige Klausen (Nüsschen), die am Grunde ausgehöhlt und mit einem Ring versehen sind. Sie werden von Ameisen verbreitet (Myrmekochorie).

### Chromosomensatz
Die Chromosomenzahl beträgt 2n = 56.

## Vorkommen
Der Orientalische Rauling ist in Bergregionen entlang der südlichen Schwarzmeerküste vom östlichen Bulgarien und der türkischen Schwarzmeerregion bis zum westlichen Kaukasus beheimatet. Er ist ein submediterranes Florenelement, das submontane, mäßig trockene bis feuchte Eichen- und Buchenwälder bis in Höhenlagen von 1.000 (selten 1.300) Meter besiedelt. Der Rauling bevorzugt halbschattige und schattige Standorte und wächst an schattigen Flussufern und felsigen Hängen oft vergesellschaftet mit Gewöhnlichem und Kolchischem Efeu, Pontischem Seidelbast und Kretischem Saumfarn.
In Mitteleuropa verwildert der Rauling gelegentlich, aber meist unbeständig. In der Schweiz gibt es neophytische Vorkommen. In Deutschland ist die Pflanze insbesondere in Baden-Württemberg und im Ruhrgebiet lokal eingebürgert. Sie wird an Gehölzsäumen, auf frischen Hochstaudenfluren und auf Industriebrachen gefunden. Auch in Frankreich, England und Belgien gilt die Pflanze als eingebürgert.

## Systematik
Die Erstveröffentlichung erfolgte 1753 unter dem Namen (Basionym) Borago orientalis durch Carl von Linné in Species Plantarum, Band 1, S. 138. Die Neukombination zu Trachystemon orientalis (L.) D.Don wurde 1837 durch David Don in A General History of the Dichlamydeous Plants, Band IV, S. 309 veröffentlicht. Ein weiteres Synonym von Trachystemon orientalis ist Psilostemon orientalis (L.) DC.
Trachystemon orientalis ist die einzige Pflanzenart der Gattung Trachystemon. David Don veröffentlichte 1837 zwar eine weitere, neu kombinierte Art als Trachystemon creticus, die Carl Ludwig von Willdenow 1798 unter dem Namen Borago cretica beschrieben hatte. Diese wurde aber 1967 durch Werner Greuter und Karl Heinz Rechinger wiederum neu kombiniert als Symphytum creticum der Gattung Beinwell zugeordnet und ist als Kreta-Beinwell bekannt.

## Verwendung
Der Orientalische Rauling wird gelegentlich als bodendeckende und sehr dauerhafte Zierpflanze in Parkanlagen und größeren Gärten verwendet. Er gilt als leicht kultivierbarer, etwas derber, aber wirkungsvoller Bodendecker, der mit fast allen nicht staunassen Bedingungen zurechtkommt. Er kann schnell große Flächen begrünen und mit seinem dichten, bodennahen Blätterdach sogar dem Giersch Einhalt gebieten. Die Pflanze bevorzugt feuchte, humose Böden in halbschattigen Gehölzrandlagen, kommt aber auch mit Schatten, Trockenheit und dem Wurzeldruck alter Laub- und Nadelbäume gut zurecht. Der Rauling ist winterhart bis −23 °C (Zone 6). Die Blüten leiden aber oft unter späten Nachtfrösten.
Der Rauling wird in der Schwarzmeerregion als Blattgemüse genutzt. Dazu werden insbesondere die Blattstiele und Blätter beispielsweise in Wasser gekocht, mit Öl und Eiern gebraten, sauer eingelegt oder ähnlich wie Weinblätter für Sarma verwendet. Der Verzehr der Pflanze gilt als harntreibend und blutreinigend. Der Rauling enthält viel Vitamin C, Mineralstoffe und Protein. Die Pflanze heißt auf Türkisch Kaldirik (Galdirik, Kaldirayak, Ispıt) und ist lokal auch unter anderen Namen wie Burgı, Tamara, Zılbıt, Balikotu und Hodan bekannt.
Extrakte aus den Blättern und Stängeln enthalten Phenole, Flavonoide, Saponine und Tannine und zeigten in vitro radikalabbauende, antimikrobielle und antimutagene Eigenschaften. Zudem wurden α-Amylase- und α-Glucosidase-hemmende Wirkungen nachgewiesen, so dass sich Raulingextrakte möglicherweise zur Unterstützung der Behandlung von Diabetes einsetzen ließen. Aus den Pflanzenextrakten ließen sich außerdem natürliche, alternative Konservierungsmittel für die Lebensmittel- und Kosmetikindustrie gewinnen, um damit synthetische Antioxidantien zu ersetzen.